# Sciame di dicchi del Mare di Barents

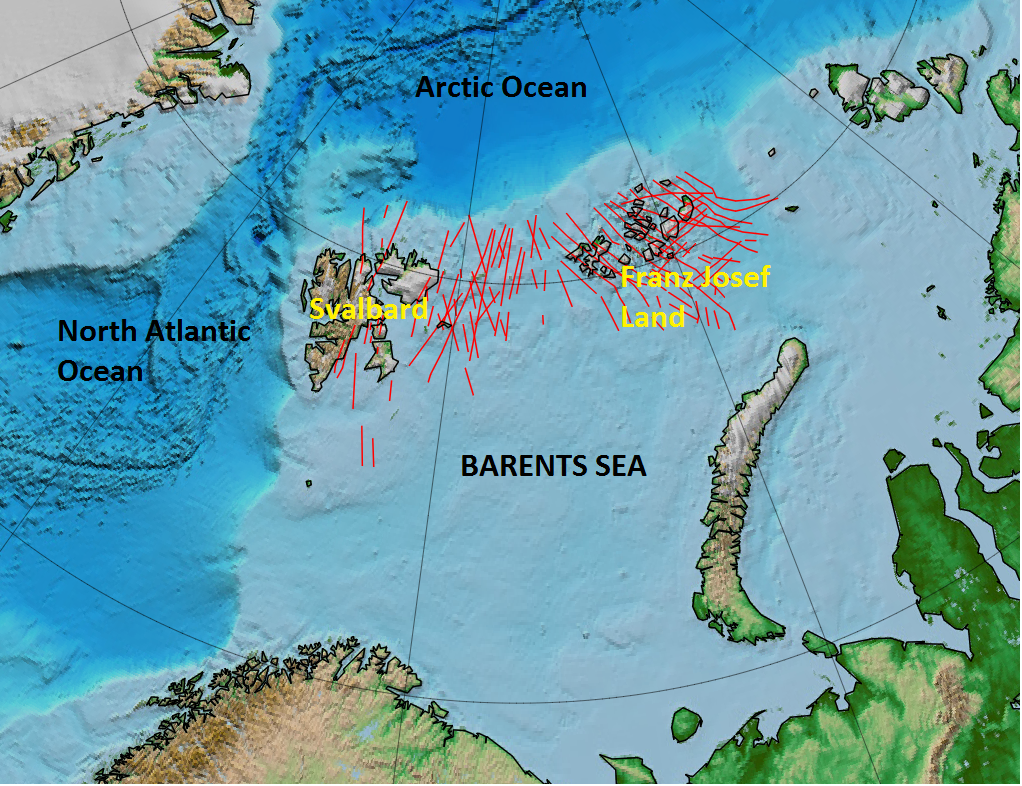
Lo sciame di dicchi del Mare di Barents.

Lo sciame di dicchi del Mare di Barents, consiste di due gruppi di sciami di dicchi di dolerite che si sviluppano attraverso le Isole Svalbard e la Terra di Francesco Giuseppe. La formazione dei dicchi è associata Grande provincia ignea dell'alto Artico (HALIP).
I dati delle rilevazioni aeromagnetiche indicano che i dicchi di dolerite nel Mare di Barents settentrionale possono essere raggruppati in due gruppi regionali di sciami che si sviluppano in senso obliquo rispetto al margine passivo settentrionale del Mare di Barents: lo sciame di dicchi della Terra di Francesco Giuseppe e lo sciame delle Svalbard.
I dati ottenuti con la tecnica della sismica a riflessione indicano che i dicchi che hanno alimentato i sill si sono intrusi tra il Permiano e il Cretaceo inferiore negli strati di rocce del bacino sedimentario del Mare di Barents orientale. 
Il metodo di datazione uranio-piombo delle doleriti indica un'età di 121-125 milioni di anni.